# Turraea monticola
Turraea monticola är en tvåhjärtbladig växtart som beskrevs av Jean Marie Bosser. Turraea monticola ingår i släktet Turraea och familjen Meliaceae. Inga underarter finns listade i Catalogue of Life.